# Chorvatský bán

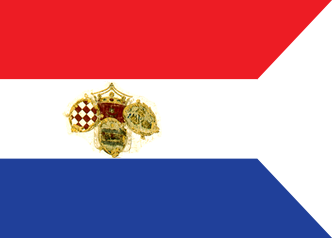
Prapor generála Josipa Jelačiće, chorvatského bána v letech 1848-1859

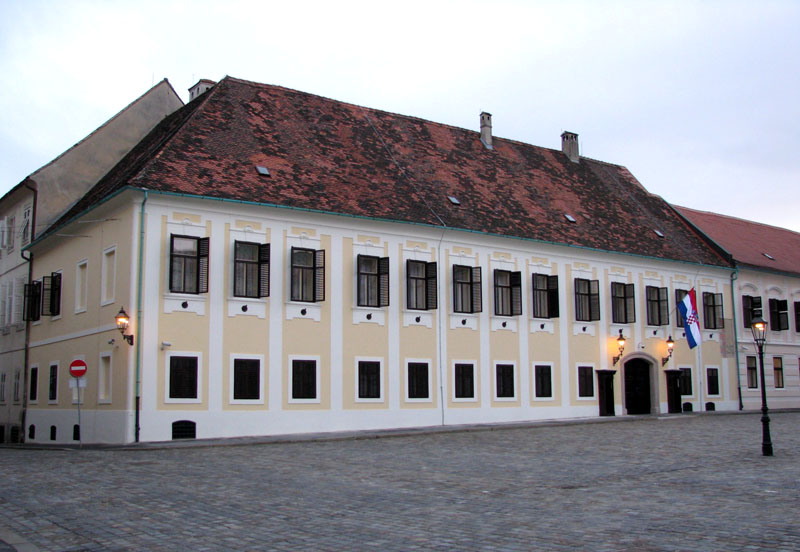
Bánský dvůr - palác chorvatských bánů v Záhřebu

Chorvatský bán neboli bán Chorvatska (chorvatsky: Hrvatski ban) je historický titul bánů, místních vládců a od roku 1102 místokrálů Chorvatského království, v době, kdy byla země pod nadvládou Uherského království. Často se uvádí také celý historický titul bán Chorvatska, Slavonie a Dalmácie.

## Historie
Od nejstarších období chorvatského státu, byly některé oblasti spravovány bány, coby zástupci panovníka (místokrál) se širokými pravomocemi a nejvyššího vojenského velení na daném území. V 18. století se chorvatští báni stali hlavními představiteli vlády v Chorvatsku. Institut byl zrušen ve 20. století.